# Gradnje, Sežana
Gradnje je naselje v Občini Sežana. Je tipična kraška vasica z domacijami ki so postavljene okrog rodovitnih površin na nižjem in višjem delu vasi. Povsod okrog vasice se razprostirajo vinogradi, večinoma posejani s trto refošk. V vasi je tudi veliko vrtač in dve uvali. V spodnjem delu vasi so trije kali in eden podzemen.

## Zgodovina
Vas naj bi se najprej imenovala Ivanja vas po cerkvi Svetega Ivana ki, so jo takratni prebivalci zgradili v tako imenovani "Čičevi dolini," ki je blizu vasi. Tako se je začela vas širiti. V 16. stoletju pa so jo Turki med plenjenjem vasi porušili. Vaščanom cerkve ni bilo vredno obnavljati, zato so iz njenih ruševin naredili veliko suhih zidov, ki so vidni še danes. Po turškem obleganju slovenskih dežel je vas začela hitro rasti in hiše so začeli graditi tudi na višjem delu vasi. Ampak, ker cerkvice ni bilo več, je vas dobila podobno ime, kot ga ima še danes. V 18. stoletju se je imenovala Gradigna, med prvo svetovno vojno pa Gradinje. To pa zato, ker je v okoliških gozdovih veliko hrastovih dreves z imenom Graden (Quercus petrea), ki so ga potrebovali za gradnjo novih domov.
Na vrhuncu je v vasi živelo več kot 100 prebivalcev. Veliko je bilo kmetij, kmečkih živali, obdelovalnih površin, kalov... V tem času pa je bila zgrajena kamnita hiša v spodnjem delu vasi. Streho je imela pokrito s slamo, zgradili pa so ji tudi zelo poseben in okrašen dimnik značilen za tisto obdobje, ki ga lahko vidite še danes. Hišo so po drugi svetovni vojni obnovili ampak na enem izmed kamnov se še lahko vidi letnico 1812. Ob začetku prve svetovne vojne je veliko ljudi pobegnilo v notranjost Avstro ogrske v strahu pred bližajočo se fronto. V manjši dolini ob vasi je nastala tudi vojaška bolnišnica na katero pričajo številne najdbe. Na hribu ob vasi pa je bili izkopan sistem strelskih jarkov za obrambo bolnišnice. Po razpadu Avstro ogrske se je število prebivalcev zelo zmanjšalo. Večje kmetije so propadle in večina prebivalcev je poskusila z vinogradništvom, ki se je zelo obneslo zaradi rodovitne zemlje in veliko prisojnih leg. Leta 1936 pa je bil med oranjem v Čičevi dolini najden ključ cerkve Svetega Ivana, ki je shranjen v vojaški zbirki Filipa Škrka. V času druge svetovne vojne se življenje v vasi ni bistveno spremenilo. Pod eno od hiš je bil zgrajen partizanski bunker, ki pa ni bil pretirano v uporabi. V vasi je v času okupacije delovala tudi partizanska tiskarna, kjer so tiskali propagandne parole in časopis. Odkrili niso ne bunkerja, ne tiskarne. Med vojno so, po pričevanju prič, partizani ustrerili izdajalko v dolini ob vasi ter jo na hitro zagrebli. Kasneje so vaščani njene ostanke odnesli neznano kam. Nekega dne pa je Italijanska artilerija po pomoti začela obstreljevati spodnji del vasi, ki pa se je hitro prenehalo. Med tem je bila poškodovana samo ena hiša.
Po vojni se je vas spet zvečala, ampak ljudje so živeli v revščini. Veliko vaščanov je svoje pridelke peljalo prodati v Trst za najmanjši zaslužek.Večina vaščanov je delala v isti tovarni. Po osemdesetih letih je prebivalstvo zelo upadlo, revščina pa se je prenehala. V osemdesetih letih dvajsetega stoletja so vaščani "udarniško" sami zgradili cesto v vas ter napeljali električni vod.  Po osamosvojitvi je v Gradnjah potekala osmica pri Škrkovih, ki je bila znana po celi Sloveniji. Leta 1992 pa je bilo v vasi ustanovljeno podjetje Modima, ki se ukvarja s prodajo gob, gozdnih sadežev, čebule, česna, tartufov, divjačine...

## Gradnje danes
Vas je danes v pretežni meri obnovljena in lepo urejena. Nekaj hiš je zapuščenih, drugače pa so vse v dobrem stanju. V spodnjem delu vasi je sedež podjetja Modima, vojaška zbirka in kmetija pri Škrkovih pri kateri lahko poskusite kozarec domačega terana. Zgornji del vasi je malo razširjen s številnimi ozkimi ulicami in starimi vodnjaki ter z veliko novimi vinogradi. Pravkar prenovljena cesta vas popelje prav mimo doline, kjer je nekoč stala cerkev Svetega Ivana. Iz vasi vodi tudi lepa gozdna pot v vas Dobravlje in Kazlje mimo veliko kraških kamnolomov (jav) ter pot v Ponikve, Štanjel in Mahniče.

## Zanimivosti
- Čičeva dolina
- Vojaška zbirka
- Kmetija pri Škrkovih
- Kraški kamnolomi (jave)

1. ↑  »Prebivalstvo po spolu in po starosti, občine in naselja, Slovenija, letno«. Statistični urad Republike Slovenije.
2. ↑  »Opis enote nepremične kulturne dediščine, evidenčna številka 15964«. Geografski informacijski sistem kulturne dediščine. Ministrstvo za kulturo Republike Slovenije.